# هيثم البدري
هيثم صباح شاكر محمد البدري ( - 2 أغسطس 2007) كان قائد تنظيم القاعدة في العراق في محافظة صلاح الدين، وذُكِرَ أنه العقل المدبر لتفجير ضريح العسكريين 2006، يُقال أنه كان مسؤولاً سابقاً في الحكومة العراقية إبان عهد صدام حسين بينما ذكرت مصادر أخرى أنه كان ضابط صف في الحرس الجمهوري العراقي. وبعد الغزو الأمريكي للعراق 2003، انضم إلى جماعة أنصار السنة قبل أن يصبح عضوًا في تنظيم القاعدة في العراق. قُتل البدري في غارة جوية أمريكية شرق سامراء في 2 أغسطس 2007.
كان البدري أحد أقرباء خليفة ما سيعرف لاحقاً بتنظيم الدولة الإسلامية (داعش) المستقبلي إبراهيم البدري السامرائي (أبو بكر البغدادي)، وهو ابن أحد أبناء أعمام البغدادي.